# ファンタジスタトーク
ファンタジスタドールWebラジオ ファンタジスタトーク（FANTASISTA TALK）は、2013年6月28日から10月11日まで音泉とHiBiKi Radio Stationにて毎週金曜日に配信されていたテレビアニメ「ファンタジスタドール」の連動インターネットラジオ。パーソナリティは鵜野うずめ役の大橋彩香。

## 概要
テレビアニメ「ファンタジスタドール」の開始に合わせ、マスターである大橋がゲストのドールと協力して、ファンタジスタパーソナリティを目指す。

奇跡みたいなトークが成功した場合はファンタジスタポイント（以下、FP）が加算され、1000ポイント貯まればどんな願いでも叶うという趣旨である。大橋はイタリア旅行をリクエストしている。
ゲストの予定については番組内では告知されず、音泉のトップページ→番組情報→配信予定ゲスト一覧で確認できる。

## コーナー
そんなことまで聴く?
ゲストから「そんなことまで聞かれちゃうの?」と思うようなリスナーからの質問を大橋が質問する
いわゆる、ふつおたに近いコーナー
一人じゃできないことも、いっしょならできるよね!
マスターとドールの協力関係を強めるためマスター大橋がゲストのドールといろんなことに挑戦するコーナー
ルールはリスナーやスタッフから届いたお題にチャレンジして、出来たか出来なかったより、うまく協力できたかどうかの方がポイントになる
聖悠学館・カード部
フリートークコーナー。ただし、トークの中にはカードを利用することになっており、
- トラップカード・ちくわ…無理矢理ちくわに絡めたトークをする
- フィールドカード・森…
- 自己解放カード…自分を解放してその時の本音をぶっちゃけ話で言う
- 有効範囲拡張カード…現在のトークからかけ離れたトークをしなければならない

これらのカードがトークに発動した場合、トークの雰囲気や方向を変えなければならない
ただしトークに失敗しそうな場合パーソナリティとゲストは手持ちのカードを1度ずつ使うことができる
- 修復カード…
- 高速解除カード…ゲストにかかってるカードの能力から解放される
- リカバリーカード…

これらの3枚はカードで対抗できる。
念願のお風呂タイム
エンディング後に行われる雑談。
回によってはアピールや挽回のためにFPを稼いだ時もあった

## ゲスト
- 第01回・第02回　2013年6月28日、7月5日　津田美波（ささら役）
- 第03回・第04回　7月12日、7月19日　長谷川明子（小明役）
- 第05回・第06回　7月26日、8月2日　徳井青空（カティア役）
- 第07回・第08回　8月9日、8月16日　赤﨑千夏（しめじ役）
- 第09回・第10回　8月23日、8月30日　大原さやか（マドレーヌ役）
- 第11回・第12回　9月6日、9月13日　徳井青空（カティア役）、長谷川明子（小明役）
- 第13回　9月20日　大原さやか（マドレーヌ役）
- 第14回　9月27日　赤﨑千夏（しめじ役）
- 第15回・第16回　10月4日、10月11日　津田美波（ささら役）

## 公開録音
- 出演：大橋彩香、津田美波[1]
- 開催日：2013年7月28日
- 開催場所：幕張メッセ

## ラジオCD
| ラジオCD「ファンタジスタトーク」 | ラジオCD「ファンタジスタトーク」 | ラジオCD「ファンタジスタトーク」                       | ラジオCD「ファンタジスタトーク」 | ラジオCD「ファンタジスタトーク」 |
| 巻数                             | 発売日                           | 新規撮り下ろし特別版ゲスト                             | 過去配信回                       | 規格品番                         |
| -------------------------------- | -------------------------------- | ------------------------------------------------------ | -------------------------------- | -------------------------------- |
| 1                                | 2013年10月9日                    | 三澤紗千香（戸取かがみ役）、上坂すみれ（羽月まない役） | 第01回 - 第08回                  | TBZR-0137/0138                   |
| 2                                | 2014年1月29日                    | 名塚佳織（清正小町役）                                 | 第09回 - 第16回                  | TBZR-0139/0140                   |